# Geneo Grissom
Geneo Grissom (Hutchinson, 4 giugno 1992) è un giocatore di football americano statunitense che milita nel ruolo di defensive end per gli Indianapolis Colts della National Football League (NFL). Fu scelto nel corso del 3º giro (97º assoluto) del Draft NFL 2015 dai New England Patriots, con i quali nel 2017 vinse il Super Bowl LI. Al college giocò a football per Oklahoma.

## Carriera universitaria
Grissom frequentò l'Università dell'Oklahoma dal 2010 al 2014 e giocò per gli Oklahoma Sooners. Dopo aver trascorso l'intera stagione da redshirt (e di conseguenza non disputando nessuna partita), scese in campo per la prima volta nel 2011 come freshman, disputando cinque partite e mettendo a segno cinque tackle totali (tre solitari e due assistiti). Nel 2012, come sophomore redshirt, disputò dodici partite, facendo registrare quattro placcaggi totali (3 solitari e uno assistito). Nel 2013, come junior, disputò la sua prima partita da titolare contro gli ULM Warhawks, mettendo a segno due placcaggi. Il 12 ottobre 2013, contro i Texans Longhorns, mise a segno il primo intercetto in carriera, ritornandolo in un touchdown da 54 yard. Nello Sugar Bowl contro Alabama, Grissom mise a segno 2,5 sack, un passaggio deviato e recuperò due fumble (di cui uno ritornato in touchdown). Terminò la stagione con 13 presenze (di cui cinque da titolare), 40 placcaggi totali (22 solitari e 18 assistiti), quattro sack, un intercetto ritornato in touchdown, quattro passaggi difesi e due fumble recuperati. Nel 2014, come senior redshirt, Grissom disputò dieci partite (di cui sette da titolare), mettendo a segno 39 placcaggi totali (27 solitari e 12 assistiti), 3,5 sack, quattro passaggi difesi, un intercetto ritornato in touchdown, due fumble forzati e uno recuperato. Fu nominato come menzione onorabile per la prima formazione ideale All-Big 12 per il 2014. In quattro stagioni con i Sooner, disputò 39 partite (di cui 11 da titolare), facendo registrare 88 placcaggi (55 solitari e 33 assistiti), 7,5 sack, 8 passaggi difesi, due intercetti (entrambi ritornati in touchdown, due fumble forzati e tre recuperati. 

## Carriera professionistica

### New England Patriots

#### Stagione 2015
Grissom fu scelto nel corso del terzo giro (97º assoluto) del Draft NFL 2015 dai New England Patriots. Il 9 maggio 2015, firmò un contratto quadriennale del valore di 2,89 milioni di dollari con i Patriots. Fu nominato terzo defensive end destro per l'inizio della stagione regolare, dopo Rob Ninkovich e Jabaal Sheard. Debuttò come professionista subentrando nella vittoria del primo turno contro i Pittsburgh Steelers in cui mise a segno un tackle, assistendo il compagno di squadra Alan Branch ai danni di DeAngelo Williams. Nella partita dell'ottavo turno contro i Miami Dolphins, Grissom mise a segno un record stagionale di due placcaggi totali; i Patriots vinsero per 36–7. Nell'ultima partita della stagione regolare contro i Miami Dolphins mise a segno il suo primo sack ai danni del quarterback Ryan Tannehill. La sua prima annata si chiuse con 6 tackle e un sack in 14 presenze, nessuna delle quali come titolare.

#### Stagione 2016
Il 3 settembre 2016, Grissom fu svincolato dai Patriots e ri-firmato per la squadra di allenamento il giorno seguente, per poi venire promosso alla prima squadra il 15 ottobre 2016. Nella partita del dodicesimo turno contro i New York Jets, Grissom mise a segno due placcaggi assistiti; i Patriots vinsero per 22–17. Terminò la stagione regolare 2016 con cinque placcaggi totali (due solitari e tre assistiti) in undici partite disputate.
Il 14 gennaio 2017, Grissom disputò la sua prima partita ai play-off in carriera, nell'AFC Divisional Round contro gli Houston Texans. Il 5 febbraio 2017 vinse il Super Bowl LI contro gli Atlanta Falcons con il punteggio di 34–28.

#### Stagione 2017
Il 2 settembre 2017, Grissom fu svincolato dai Patriots e ri-firmato alla squadra di allenamento il giorno seguente, per poi venire promosso alla prima squadra il 22 settembre 2017. Venne nuovamente svincolato e ri-firmato alla squadra di allenamento il 9 novembre 2017. Fu nuovamente promosso alla prima squadra il 2 dicembre 2017. Chiuse la stagione regolare 2017 con due placcaggi in otto partite disputate.
Dopo avere messo a segno un solo sack nelle prime tre stagioni in carriera, Grissom nell'AFC Divisional Round contro i Tennessee Titans ne fece registrare due sul quarterback Marcus Mariota; i Patriots vinsero per 35–14. Nell'AFC Championship Game contro i Jacksonville Jaguars mise a segno un placcaggio solitario e uno assistito. Il 4 febbraio 2018 giocò nel Super Bowl LII ma non fece registrare nessuna statistica; i Patriots furono sconfitti dai Philadelphia Eagles per 33–41.

#### Stagione 2018
Dopo aver disputato quattro partite e aver messo a segno un placcaggio assistito, Grissom venne svincolato dai Patriots il 6 novembre 2018.

### Indianapolis Colts
Il 1º gennaio 2019, Grissom firmò con gli Indianapolis Colts.

## Palmarès

### Franchigia
- Super Bowl : 1

New England Patriots: LI
- American Football Conference Championship: 1

New England Patriots: 2016